# Intervencionismo social
El intervencionismo social es una acción donde un gobierno o una organización interviene en los asuntos sociales. Tales políticas pueden incluir la provisión de la caridad y el bienestar social como un medio de paliar los problemas sociales y económicos de la gente que se enfrenta a las dificultades financieras; la provisión de la asistencia sanitaria, la educación y las regulaciones de seguridad para el empleo y los productos; la entrega de ayuda alimenticia o misiones de recuperación a regiones o países afectados negativamente por un acontecimiento y programas de adopción.
Algunas políticas sociointervencionalistas han sido catalogadas por críticos como autoritarismo social debido a pensamientos que las políticas violan la libertad individual o los derechos humanos. Tales políticas incluyen la conscripción; el patrocinio gubernamental de los métodos anticonceptivos y el aborto (como la política de hijo único de la República Popular China) o prohibiciones en cuanto al aborto y los métodos anticonceptivos, las asociaciones y las organizaciones; programas obligatorias de esterilización forzosa, institucionalización obligatoria de personas con discapacidades físicas o mentales; la prohibición de sustancias o bienes; la prohibición de las relaciones homosexuales; las políticas de segregación; la discriminación o persecución patrocinada por el Estado de personas basada en su edad, identidad cultural, etnia, género, discapacidad, raza, posición social, afiliación política, religión y/o orientación sexual. Esta crítica también surge del uso del intervencionalismo social por gobiernos autoritarios o totalitarios como en la Unión Soviética, la Italia fascista y la Alemania nazi.